# サザンハリケーン
サザンハリケーン（Southern Hurricane）は日本のロックバンドである。2000年結成。2004年ビクターエンタテインメントHit&Runよりメジャーデビュー。2006年6月9日解散。自称「目白系文学ロック」（略してメジロック）。

## メンバー
- 梅澤学滋（うめざわがくじ）ボーカル・ギター
- 竹内誠（たけうちまこと）ギター。2005年11月6日脱退
- 岡部晴彦（おかべはるひこ）ベース
- 森芳樹（もりよしき）ドラム

## ディスコグラフィー

### シングル
1. 遠くへ（2004年11月26日）John Agunello（ダイナソー・Jr.）サウンドプロデュース
  1. 遠くへ
  2. 野球狂の歌
  3. 友よ～目白マナー～

### ミニアルバム
1. 台風の芽（2003年1月22日）SPARKLE LABEL
  1. 恋
  2. この感じ
  3. 我が道をゆく
  4. さよならバイバイ
  5. 桃色タヌキ山遊園地冬のスケートリンク
  6. ぶかぶか
  7. 雨ざらし
2. 天才のスゝメ（2004年2月7日）SPARKLE LABEL
  1. 天才のお通りだ
  2. なめらか
  3. 風の街に住む女
  4. 木枯らしの土曜日
  5. 悲しみの海
3. ダルマに目を入れて（2004年9月1日）
  1. 条件
  2. 友よ
  3. オーベイビー
  4. The Band
  5. ロックをあきらめて
  6. サヨナラだけが人生さ
  7. ゆっくりゆっくり
4. 目白ロック Song Book～松～（2005年4月21日）
  1. 千登世橋コズミックドライブ
  2. ビリビリしちゃう
  3. この感じ～de SKA～
  4. Weather Report
  5. 川
5. 目白ロック Song Book～竹～（2005年7月21日）
  1. DRILLMEN
  2. Cider
  3. Deja vu
  4. Mの東京TV電話相談室
  5. サッパリサンバII
  6. ちわわ

### アルバム
1. 14マグナム（2006年2月22日）ジャケットはみうらじゅん
  1. 告発
  2. Let's 坊
  3. 夜の集中講座
  4. Cider
  5. あたしと僕
  6. 手紙よこせ
  7. Weather Report～e-天気 mix～
  8. 千登世橋コズミックドライブ～feat.松鶴家 千とせ～
  9. 雑誌de小唄
  10. ヘタな女
  11. 友よ～目白マナー～
  12. 車がくるまで
  13. クロール
  14. 遠くへ～MAGNUM mix～

### 参加作品
1. オムニバス「music for PARDISCO」（2004年6月5日）
14.message from サザンハリケーン